# T.M. Aluko
Timothy Mofolorunso "T.M." Aluko, född 14 juni 1918 i Ilesha, Osun, död 1 maj 2010 i Lagos, var en nigeriansk författare och ingenjör. Han är särskilt känd för sina satiriska romaner, som har haft stort inflytande med sina träffsäkra skildringar av kulturkonflikter, korruption och politiskt maktmissbruk, till exempel debutromanen One Man, One Wife (1959), Chief the Honourable Minister (1970) och His Worshipful Majesty (1973).
1994 publicerade Aluko sin självbiografi, My Years of Service, som sitt yrkesliv som ingenjör och universitetslärare. 2007 följde han upp med en ny självbiografi, The Story of My Life, som behandlade barndomen och livet som tjänsteman.
Aluko avled den 1 maj 2010 i Lagos, 91 år gammal.